# Chet Miller
Chester Joseph „Chet“ Miller (* 19. Juli 1902 in Detroit; † 15. Mai 1953 in Indianapolis) war ein US-amerikanischer Autorennfahrer.

## Karriere
Chet Miller startete in seiner Karriere 16 Mal bei den 500 Meilen von Indianapolis. Darüber hinaus konnte er sich 1928, 1950 und 1951 nicht qualifizieren.  Sein bestes Ergebnis fuhr er 1938 ein, als er in einem Summers FD-Offenhauser den dritten Platz belegte. Bei den meisten anderen Starts musste er vorzeitig aufgeben oder übergab seinen Wagen an einen anderen Fahrer, was damals erlaubt war.
1952 fuhr er mit einer Durchschnittsgeschwindigkeit von fast 224 km/h zwar die schnellste Runde im Training, aufgrund des völlig anderen Vergabemodus der Startplätze musste er jedoch aus der neunten Reihe ins Rennen gehen. Obwohl er insgesamt fast 2.000 Runden bei seinen Starts zurücklegte, lag er zu keinem Zeitpunkt in Führung.
Da das Rennen in Indianapolis von 1950 bis 1960 mit zur Fahrerweltmeisterschaft zählte, stehen bei ihm auch zwei Grand-Prix-Starts in der Statistik.
Er starb 1953 während des Trainings zu den Indianapolis 500.

## Statistik

### Indy-500-Ergebnisse
| Jahr | Startnr. | Start | Qual. (km/h) | Ergebnis | Runden | Führung | Ausfall                                 |
| ---- | -------- | ----- | ------------ | -------- | ------ | ------- | --------------------------------------- |
| 1928 | 35       | DNQ   |              |          |        |         |                                         |
| 1930 | 41       | 15    | 156,672      | 13       | 160    | 0       |                                         |
| 1931 | 27       | 15    | 170,575      | 10       | 200    | 0       |                                         |
| 1932 | 9        | 29    | 178,621      | 21       | 125    | 0       | Motor                                   |
| 1933 | 28       | 32    | 180,230      | 20       | 168    | 0       | Antrieb                                 |
| 1934 | 46       | 32    | 175,805      | 33       | 11     | 0       | Unfall                                  |
| 1935 | 34       | 17    | 182,725      | 10       | 200    | 0       |                                         |
| 1936 | 18       | 3     | 189,355      | 5        | 200    | 0       |                                         |
| 1937 | 7        | 13    | 191,833      | 30       | 36     | 0       | Zündung                                 |
| 1937 | 16       |       |              | 62       | 11     | 0       | fuhr den Wagen von Cummings Rd. 131–141 |
| 1938 | 3        | 5     | 196,145      | 3        | 200    | 0       |                                         |
| 1939 | 3        | 5     | 203,258      | 20       | 109    | 0       | Unfall                                  |
| 1940 | 34       | 27    | 195,341      | 172      | 147    | 0       | Übergabe an Banks                       |
| 1941 | 41       | 9     | 195,582      | 6        | 200    | 0       |                                         |
| 1946 | 5        | 17    | 200,571      | 182      | 57     | 0       | Übergabe an Tomei                       |
| 1948 | 31       | 19    | 204,755      | 203      | 29     | 0       | Übergabe an Fowler                      |
| 1949 | 65       | DNQ   |              |          |        |         |                                         |
| 1950 | 43       | DNQ   |              |          |        |         |                                         |
| 1951 | 32       | 28    | 218,513      | 25       | 56     | 0       | Zündung                                 |
| 1952 | 21       | 27    | 223,727      | 30       | 41     | 0       | Kompressor                              |
| 1953 | 15       | DNS   |              |          |        |         | tödlicher Unfall                        |

| Legende  | Legende            | Legende                                                          |
| Farbe    | Abkürzung          | Bedeutung                                                        |
| -------- | ------------------ | ---------------------------------------------------------------- |
| Gold     | –                  | Sieg                                                             |
| Silber   | –                  | 2. Platz                                                         |
| Bronze   | –                  | 3. Platz                                                         |
| Grün     | –                  | Platzierung in den Punkten                                       |
| Blau     | –                  | Klassifiziert außerhalb der Punkteränge                          |
| Violett  | DNF                | Rennen nicht beendet (did not finish)                            |
| Violett  | NC                 | nicht klassifiziert (not classified)                             |
| Rot      | DNQ                | nicht qualifiziert (did not qualify)                             |
| Rot      | DNPQ               | in Vorqualifikation gescheitert (did not pre-qualify)            |
| Schwarz  | DSQ                | disqualifiziert (disqualified)                                   |
| Weiß     | DNS                | nicht am Start (did not start)                                   |
| Weiß     | WD                 | zurückgezogen (withdrawn)                                        |
| Hellblau | PO                 | nur am Training teilgenommen (practiced only)                    |
| Hellblau | TD                 | Freitags-Testfahrer (test driver)                                |
| ohne     | DNP                | nicht am Training teilgenommen (did not practice)                |
| ohne     | INJ                | verletzt oder krank (injured)                                    |
| ohne     | EX                 | ausgeschlossen (excluded)                                        |
| ohne     | DNA                | nicht erschienen (did not arrive)                                |
| ohne     | C                  | Rennen abgesagt (cancelled)                                      |
| ohne     | keine WM-Teilnahme |                                                                  |
| sonstige | P/fett             | Pole-Position                                                    |
| sonstige | 1/2/3/4/5/6/7/8    | Punktplatzierung im Sprint-/Qualifikationsrennen                 |
| sonstige | SR/kursiv          | Schnellste Rennrunde                                             |
| sonstige | *                  | nicht im Ziel, aufgrund der zurückgelegten Distanz aber gewertet |
| sonstige | ()                 | Streichresultate                                                 |
| sonstige | unterstrichen      | Führender in der Gesamtwertung                                   |